# Aleidis Raiscop
Aleidis Raiscop (Raeskop und weitere Namensformen; * 1449 in Goch; † 15. Dezember 1507 im Kloster Rolandswerth) war eine Benediktinerin und Schriftstellerin.
Aleidis Raiscop trat in das Kloster Hagenbusch bei Xanten ein. 1467 wechselte sie als gelehrte Schulmeisterin ins Kloster Rolandswerth (heute Nonnenwerth). Die Benediktinerin verfasste sieben lateinische Homilien (Predigten) über den heiligen Paulus und übertrug ein deutsches Werk über die heilige Messe ins Lateinische. Johannes Butzbach widmete der gelehrten Nonne sein Werk De illustribus mulieribus (Über berühmte Frauen) von 1505.
Goch benannte 1932 zur Erinnerung an Raiscop eine Straße.